# Yolanthe Sneijder-Cabau
Yolanthe Cabau Van Kasbergen  nacida el 19 de marzo de 1985 en (Ibiza) es una actriz y presentadora de televisión hispano-holandesa.

## Vida privada
Sneijder-Cabau nació en la isla española Ibiza. Su padre, Xavier Cabau Ibáñez (1954-2007), era español, mientras que su madre, Richarda Van Kasbergen, es holandesa. Xavier Cabau era un rico empresario conocido como el Rey de Ibiza, que era dueño de varias discotecas, restaurantes y bares. La infancia de Sneijder-Cabau en España estuvo marcada por la violencia doméstica, después de que su padre sufriera problemas financieros y se metió en el mundo de las drogas.
Con tan solo cinco años, su madre se trasladó con sus hijos a Holanda. Ella tiene siete hermanos, así como cinco medio hermanos del segundo matrimonio de su padre. Después de graduarse de la escuela secundaria a la edad de 17, Sneijder-Cabau decidió dedicarse a la actuación.
En 2007 comenzó a salir con el cantante Jan Smit, hasta 2009. En 2009 comenzó a salir con el futbolista Wesley Sneijder, con el que se casó el 17 de julio de 2010 en Toscana, Italia. Después de casarse cambió su apellido Cabau a Sneijder-Cabau. Sneijder-Cabau es la cofundadora y embajadora de una empresa en contra del abuso infantil y la prostitución infantil.
En marzo de 2019 la pareja Wesley Sneijder y Yolanthe Cabau dieron a conocer que iban a separarse después de 9 años de matrimonio.

## Carrera como actriz
Sneijder-Cabau apareció en las producciones holandesas Snowfever (2004) y Costa! (2005). De 2005 a 2008, tuvo un papel recurrente en la telenovela Onderweg naar morgen. En 2006, Sneijder-Cabau protagonizó el cortometraje Chick Turkse, por el que fue nominada para un Gouden Kalf. En 2006, 2007 y 2009, Sneijder-Cabau fue votada como la "Mujer holandesa más sexy" por la revista FHM.

## Filmografía

### Cine
| Año  | Título                    | Personaje       | Notas |
| ---- | ------------------------- | --------------- | ----- |
| 2004 | Snowfever                 | Brenda          |       |
| 2006 | Turkse chick              | Dilara          |       |
| 2006 | Complexx                  | Lianne          |       |
| 2009 | Het geheim van Mega Mindy | Miss Volta      |       |
| 2013 | Pain & Gain               | Annalee Calvera |       |
| 2013 | Valentino                 | Nienke          |       |

### Televisión
| Año       | Título               | Personaje        | Notas                                   |
| --------- | -------------------- | ---------------- | --------------------------------------- |
| 2004      | Villa Genetica       | Julia            |                                         |
| 2004      | Het glazen huis      | Student          | Episodios: "Shit" y "Liefdadigheid"     |
| 2005–2008 | Onderweg Naar Morgen | Julia Branca     |                                         |
| 2005      | Costa!               | Harem woman      | Episodio: "Zon, zee, seks en een prins" |
| 2006      | Sprint!              | Jong             | Episodio: "Jong, strak en lekker"       |
| 2009–2010 | Voetbalvrouwen       | Kate Witte       | 12 episodios                            |
| 2010      | Flikken Maastricht   | Elke             | Episodio: "Heksen"                      |
| 2012      | Van God Los          | Mathilde Bruma   | Episodio: "Procedure Exit"              |
| 2013      | Beyaz Show           | Guest appearance | Talk show                               |